# بوژانوو
بوژانوو (به چکی: Božanov) یک منطقهٔ مسکونی در جمهوری چک است که در ناحیه ناخود واقع شده‌است. بوژانوو ۱۹٫۲ کیلومتر مربع مساحت و ۳۵۴ نفر جمعیت دارد و ۴۰۵ متر بالاتر از سطح دریا واقع شده‌است.